# Xeroporcellio pandazisi
Xeroporcellio pandazisi är en kräftdjursart som beskrevs av Hans Strouhal 1954. Xeroporcellio pandazisi ingår i släktet Xeroporcellio och familjen Scleropactidae. Inga underarter finns listade i Catalogue of Life.